# Seznam kulturních památek v Mokré Hoře
Tento seznam nemovitých kulturních památek v části Mokrá Hora v městské části Brno-Řečkovice a Mokrá Hora ve městě Brno v okrese Brno-město vychází z  Ústředního seznamu kulturních památek ČR, který na základě zákona č. 20/1987 Sb., o státní památkové péči, vede Národní památkový ústav jako ústřední organizace státní památkové péče. Údaje jsou průběžně upřesňovány, přesto mohou obsahovat i řadu věcných a formálních chyb a nepřesností či být neaktuální. 
Pokud byly některé části dotčeného území vyčleněny do samostatných seznamů, měly by být odkazy na tyto dílčí seznamy uvedeny v úvodu tohoto seznamu nebo v úvodu příslušné sekce seznamu.

## Mokrá Hora
| Památka                                    | Fotografie                                                     | Rejstříkové číslo v ÚSKP                                                             | Sídelní útvar                                               | Poloha                                                                     | Popis a poznámky |
| ------------------------------------------ | -------------------------------------------------------------- | ------------------------------------------------------------------------------------ | ----------------------------------------------------------- | -------------------------------------------------------------------------- | --- |
| Hraniční kámen s torzem figury (Q37021158) | \| \| \| \| \| \|                                              | 10582/7-8615 Pam. katalog MIS                                                        | Mokrá Hora                                                  | Jandáskova 171/57, v zahradě, pp. 6 49°15′27,06″ s. š., 16°35′42,72″ v. d. | Hraniční kámen z roku 1711 s torzem figury, s nápisem o vlastníkovi území, jeho erbem a datem vzniku. Dekorativní prvek v zahradě domu (v sekundární pozici). Původně ve funkci hraničního kamene mezi Jehnicemi a Řečkovicemi. Původ skulptury a původní funkce jsou neznámé. Byl identifikován jako patřící držiteli dvora v Jehnicích, kterým byl František Markvart Ignác Záviš z Osenic, císařský rada, nejvyšší písař markrabství moravského a přísedící moravského zemského práva. Torzo sochy (figura bez hlavy a rukou) prozrazuje ženskou postavu zahalenou v bohaté drapérii. tvořené splývavým šatem antického typu s přehozeným pláštěm. Kámen z krinoidového vápence ze Stránské skály, socha z detritického vápence. Památkově chráněno od 5. května 1995. |
|                                            | Kategorie „Boundary stone in Mokrá Hora “ na Wikimedia Commons | Hledat fotografie a kategorie ve Wikimedia Commons podle rejstříkového čísla památky | Nahrát snímek k tomuto tématu do úložiště Wikimedia Commons |                                                                            | |